# St. Martin (Waakirchen)

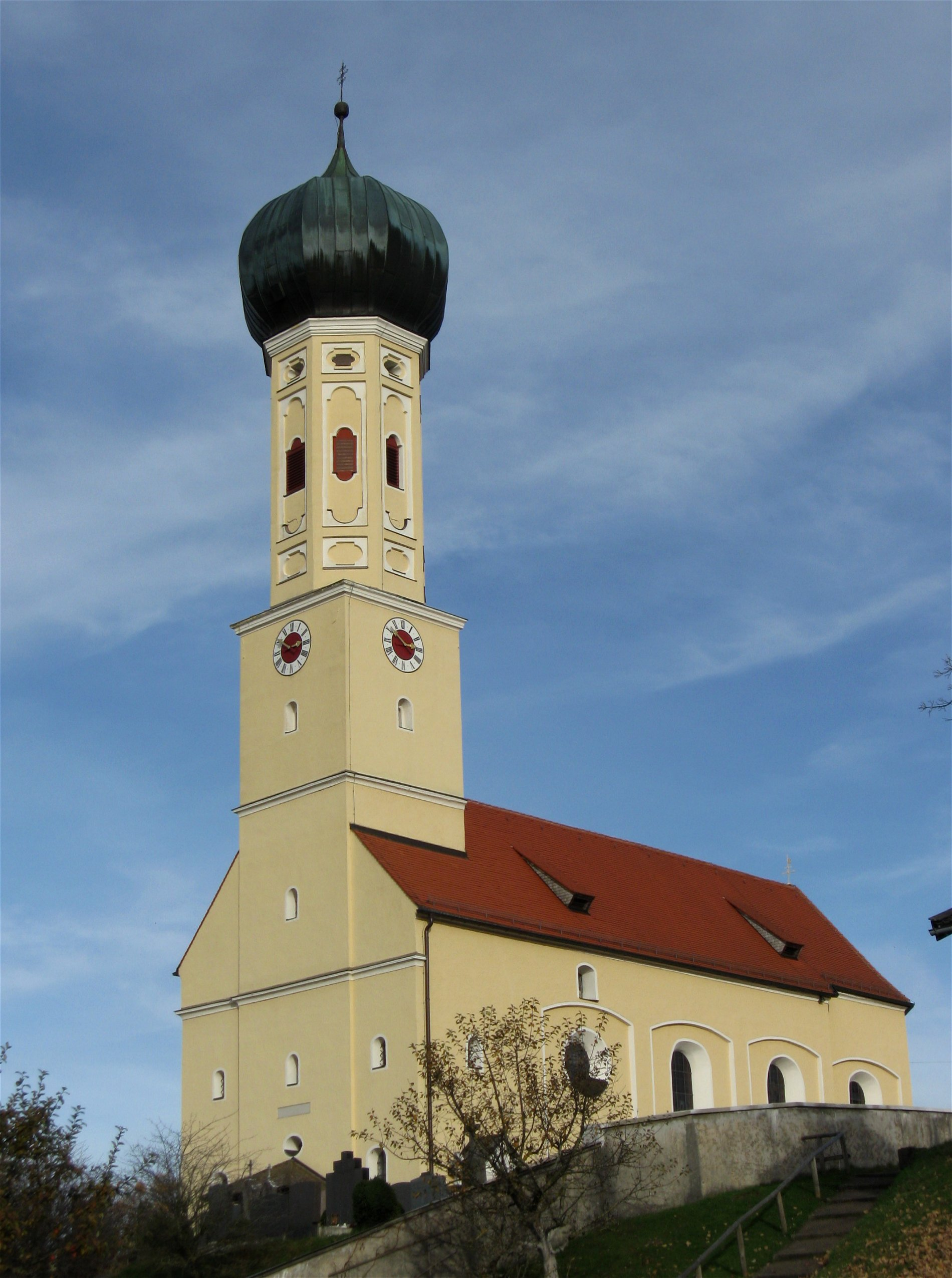
St. Martin in Waakirchen

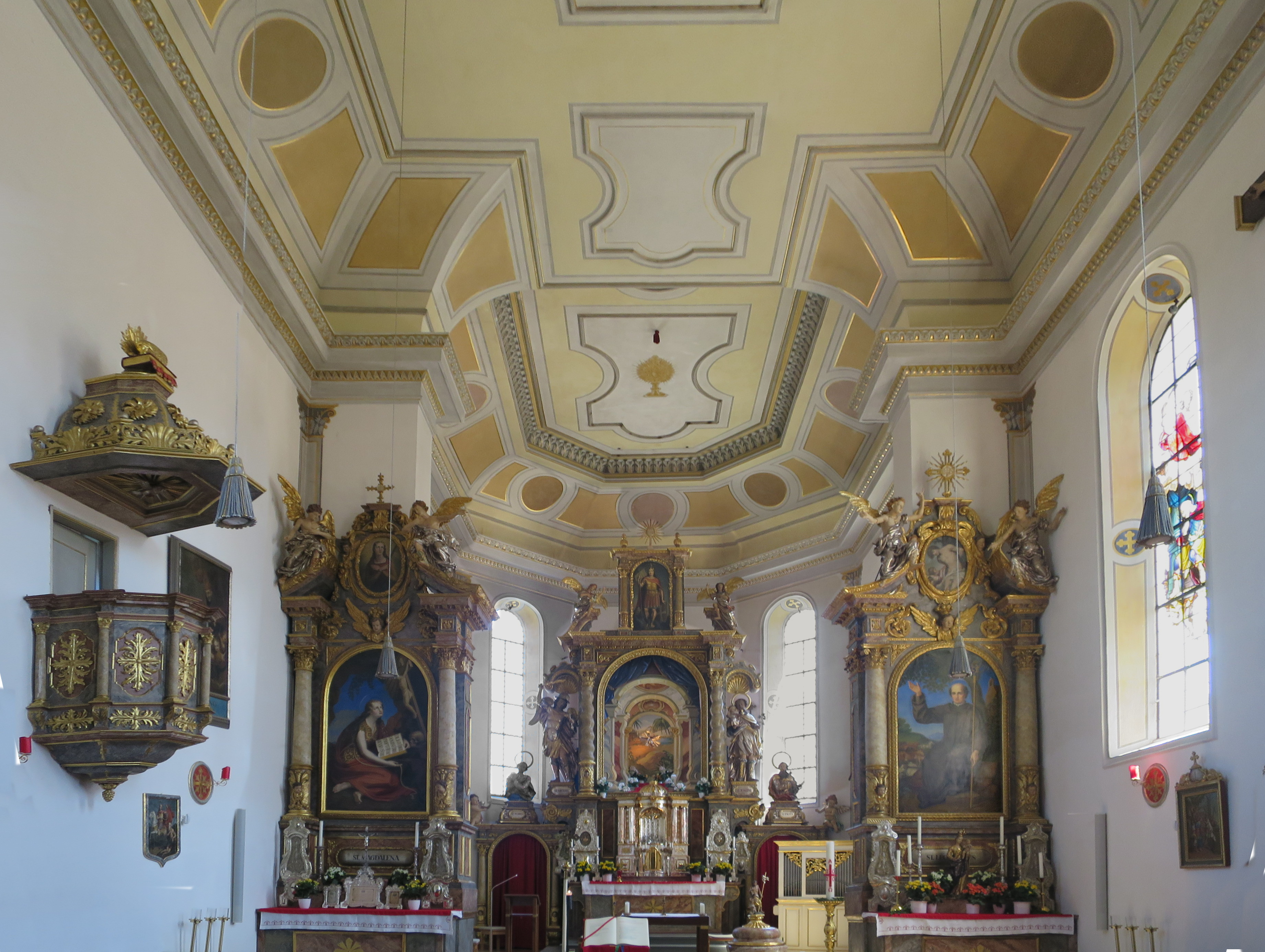
Innenraum

Die römisch-katholische Pfarrkirche St. Martin steht in der Gemeinde Waakirchen im oberbayerischen Landkreis Miesbach. Das Bauwerk ist in der Liste der Baudenkmäler in Waakirchen unter der Nr. D-1-82-134-1 eingetragen. Die Kirche gehört zum Dekanat Miesbach im Erzbistum München und Freising.

## Beschreibung
Die im Kern spätgotische Saalkirche wurde 1737 nach ihrer Zerstörung durch einen Brand barock erneuert. Sie besteht aus dem Langhaus, dem eingezogenen, dreiseitig geschlossenen Chor im Osten und dem bis zur Turmkugel etwa 48,5 Meter hohen Kirchturm auf quadratischem Grundriss, der im Westen in das Langhaus eingestellt ist. Am obersten quadratischen Geschoss des Turms sind die Zifferblätter der Turmuhr angebracht. Im darüber liegenden achteckigen Geschoss hängen vier Glocken; die kleinste wurde 1919 von Rudolf Oberascher in München gegossen, die drei größeren kamen 1950 aus der Erdinger Glockengießerei. Den Abschluss des Turms bildet eine Zwiebelhaube. Die Sakristei mit einem Oratorium im Obergeschoss befindet sich an der Nordwand des Chors. 
Im Mittelteil des Hochaltars zwischen zwei gewendelten Säulen bietet ein perspektivisches Gemälde aus einer scheinbaren Säulenhalle heraus den Blick in eine Landschaft, vor der eine Heiliggeisttaube schwebt. In einem Gemälde des Altarauszug steht umgeben von einem rundbogigen goldenen Rahmen der heilige Georg auf dem von ihm besiegten Drachen. Flaniert wird der Altar von Figuren des Erzengels Michael und des heiligen Josef von Nazaret. Über den seitlichen Durchgängen stehen barocke Büsten.
Im Untergeschoss des Turms, der sogenannten Turmkapelle, hängen zwei Votivbilder, die an die Ereignisse in Waakirchen am Ende des Krieges am 30. April und Anfang Mai 1945 erinnern. Eins der Gemälde zeigt den Angriff von Fliegern auf das Dorf. Darunter steht: „Dank dem heiligen Martinus, dem Patron dieser Pfarrkirche, auf dessen Fürbitte das Dorf Waakirchen und seine Bewohner in den Tagen, da der zweite Weltkrieg zu Ende ging, gnädig beschützt wurden. …“ Das zweite Gemälde stifteten die im Bild dargestellten Geistlichen, die auf ihrem Todesmarsch aus dem KZ am 1. Mai 1945 Waakirchen erreichten und überlebten. Am nächsten Tag folgten etwa 2700 weitere Häftlinge.

## Orgeln

### Hauptorgel
Die Orgel mit 13 Registern auf zwei Manualen und Pedal wurde 1903 von Franz Borgias Maerz erbaut und löste ein mehrfach repariertes und umgebautes Werk von 1784 ab. Die Maerz-Orgel wurde 1985 von Josef Garhammer umgebaut, blieb aber klanglich weitgehend im Ursprungszustand erhalten. Die Disposition des pneumatischen  Kegelladen-Instruments lautet heute: 
| I Hauptwerk  |       |
| Bourdon      | 16′   |
| Principal    | 08′   |
| Tibia        | 08′   |
| Gamba        | 08′   |
| Oktave       | 04′   |
| Traversflöte | 04′   |
| Mixtur       | 2 ⁄3′ |

| II Nebenwerk     |    |       |
| Geigenprincipal  | 8′ |       |
| Lieblich Gedackt | 8′ |       |
| Salicional       | 8′ |       |
| Fugara           | 4′ | (neu) |

| Pedal  |     |
| Subbaß | 16′ |
| Violon | 08′ |

- Koppeln: II/I, I/P, II/P, Superoktavkoppel I, Suboktavkoppel II/I
- Spielhilfen: Festkombinationen Piano, Mezzoforte, Forte, Tutti

### Chororgel
Die Chororgel mit sechs Registern auf einem Manual und Pedal wurde 1992 von Frenger & Eder erbaut. Die Disposition des rein mechanischen Schleifladen-Instruments lautet:
| Manual    |        |
| Copula    | 8′     |
| Flöte     | 4′     |
| Principal | 2′     |
| Mixtur    | 1′     |
| Quinte    | 1 ⁄3′  |
| Terz      | 1 3⁄5′ |

| Pedal     |
| angehängt |